# Savage Модель 23AA Sporter
Savage Sporter Модель 23AA — магазинна гвинтівка з ковзним затвором створена американським виробником вогнепальної зброї Savage Arms Company з Ютіки, штат Нью-Йорк. Її випускали з 1933 по 1942 роки в якості спортивної гвинтівки для полювання на дрібну дичину. У гвинтівці використовували набій .22 long rifle, з низькою та високою швидкостями. Гвинтівка була покращеною версією гвинтівки Savage Модель 23A, з і швидким замиканням та картатим ложем.

## Історія
Savage Модель 23AA Sporter була запатентована 20 листопада 1917 року. Мисливська гвинтівка Модель 23AA замінила Модель 23A.

## Конструкція
Модель 23-AA являла собою магазинну гвинтівку з ковзним затвором під набій .22 калібру, з круглим конічним стволом довжиною 23 дюйми. Гвинтівку можна було заряджати набоями .22 short, .22 long та .22 long rifle, зі звичайною та високою швидкостями. Вона мала полірований затвор, подвійні виступи для замикання та швидкісний замок. Затвор мав запобіжний звід при відкриванні та повне зведення при закриванні затвора. В обох операціях кулачки зменшують зусилля зведення. Кулачкова дія затвора при відкриванні забезпечує сильну первинну екстракцію. Він має утоплену поверхню затвора, а сам затвор укладено у ствольну коробку. Має запобіжник важільного типу. Вигнутий знімний магазин вміщує п'ять набоїв. Є замок із пружинною клямкою. Гвинтівка має суцільне ложе та приклад з добірного американського горіха. Ложа має вигнуте пістолетне руків'я та масляне покриття. Мушка з білого металу, цілик можна регулювати по висоті. Ствольна коробка нарізана для нового апертурного цілика № 15 Savage. ЇЇ вага становить близько 6 1/2 фунтів.
Реклама компанії Savage стосовно цієї гвинтівки казала «Ті спортсмени, які надають перевагу набоям .22 калібру для стрільби по білках, сурках, кроликам, куницям, ондатрам та іншій дрібній дичині, що цінується за хутро, або для знищення шкідників, знайдуть Модель 23-AA Sporter ідеальною невеликою рушницею.»
Швидкість замка менша за 2/1000 секунди. Така швидкість усуває зміщення прицілу між натисканням на спусковий гачок та запаленням.